# Henry Sloan
Henry Sloan (* Januar 1870 in Mississippi; † unbekannt) war, soweit bekannt, einer der frühesten Blues-Musiker überhaupt.
Über das Leben von Henry Sloan ist wenig bekannt, es gibt auch keine Aufnahmen von ihm. Bereits um 1897 soll Sloan den Blues gespielt haben. Um 1900 lebte er bei Bolton, Mississippi und zog wenige Jahre später auf die Dockery Plantation bei Cleveland, Mississippi. Dort traf er auf Charley Patton, dessen Lehrmeister er für mehrere Jahre wurde und dem er das Gitarrespielen beibrachte. Die Dockery-Plantage, im Herzen des Mississippi-Delta gelegen, wurde so die Geburtsstätte des Delta Blues.
Um 1918 zog Sloan nach Chicago.